# Wiley Interdisciplinary Reviews: Energy and Environment
Wiley Interdisciplinary Reviews: Energy and Environment ist eine begutachtete wissenschaftliche Fachzeitschrift, die seit 2012 von Wiley herausgegeben wird. Chefredakteure sind Peter D. Lund von der Aalto-Universität in Helsinki und John Byrne von der University of Delaware.
Die Zeitschrift publiziert vor allem systematische Übersichtsarbeiten zu Energietechnologie, Energiesicherheit und Umweltauswirkungen der Energieerzeugung. Um diese verschiedenen, aber miteinander zusammenhängenden Themen adäquat behandeln zu können, wird ein transdisziplinärer Ansatz verfolgt.
Der Impact Factor lag im Jahr 2020 bei 3,803, der fünfjährige Impact Factor bei 3,719. Damit lag das Journal beim Impact Factor auf Rang 61 von insgesamt 114 in der Kategorie „Energie und Treibstoffe“ gelisteten wissenschaftlichen Zeitschriften.